# Сутенёр (фильм, 2010)
«Сутенёр» (фр. Le mac) — комедия, созданная французским режиссёром Паскалем Бурдио. Актёр Хосе Гарсиа появляется в картине сразу в двух амплуа. Сценаристы — Тома Жило и Винсент Ламберт.

## Сюжет
Эйс ведет двойную жизнь: с одной стороны он прославленный сутенер, с другой — под прикрытием работает на полицию. Но в самый ответственный момент он исчезает. Спустя время полиция находит труп, который по внешним признакам похож на их информатора. Случайно полиции становится известно о том, что у Эйса есть брат-близнец — Жильбер Шапель, который работает клерком в крупной корпорации. Угрозой тюремного срока его вербуют, меняют внешность, обучают легенде и блатному жаргону. Он вскоре занимает место своего брата.
Довольно быстро Жильбер входит в роль и возвращает к себе доверие криминального окружения. Он находит биологическую мать, бросившую его в своё время. Полиция планирует провести операцию по задержанию крупного криминального авторитета Тьяго Мендеса, с поличным на крупной сделке. В момент обмена денег, неожиданно, появляется живой и здоровый Эйс. Оказывается он давно планировал выйти из игры: из полиции и из криминала. Однако, благодаря брату, ему еще и удается прихватить с собой крупную сумму.

## В ролях
- Хосе Гарсия — Жильбер Шапель и Эйс
- Жильбер Мелки — Тьяго Мендес
- Кармен Маура — Мамочка
- Арсен Моска — Сэми
- Джо Престиа — Марко
- Каталина Денис — Луна
- Пако Бублар — Догги Бэг
- Сильвен Вильтор — камео